# Nikołaj Iczenko
Nikołaj Michajłowicz Iczenko (ros. Николай Михайлович Иценко, ur. 16 grudnia 1889 w Sofijiwce, zm. 14 stycznia 1954) – rosyjski lekarz neurolog.
Studiował w Petersburgu i na Uniwersytecie w Dorpacie. Od 1912 pracował w klinice chorób nerwowych i psychicznych w Rostowie nad Donem, od 1921 asystent, w 1923 otrzymał tytuł doktora medycyny. W 1925 opisał objawy zespołu nazwanego później zespołem Cushinga.